# 인도네시아 공산당

인도네시아 공산당(영어: Communist Party of Indonesia)은 1920년에 결성된 인도네시아의 공산당이다.

## 역사
- 1920년 코민테른 인도네시아 지부로 결성되었다.
- 1926년∼1927년사이의 폭력사태로 네덜란드 식민정부에 의해 비합법정당으로 규정되었다.
- 1947년 인민민주연합 결성을 주도
- 1965년 수하르토 군부의 공산당 탄압으로 금지되고 수많은 당원들이 학살되었다.
- 1966년 군사정권의 탄압을 피해 본부를 자카르타에서 중화인민공화국 베이징으로 이전하고 마오쩌둥 주석과 엔베르 호자 서기장의 스탈린주의와 프롤레타리아 문화대혁명을 지지했다.
- 1968년 중국 공산당과 알바니아 노동당의 공동 당대회에 참가하여 수정주의 반대 공동선언문에 서명하였다.

## 역대 선거 결과

### 총선
| 년도 | 의석 수  | 득표수    | 득표율 |
| ---- | -------- | --------- | ------ |
| 1955 | 39 / 257 | 6,176,914 | 16.4%  |
| 1955 | 80 / 514 | 6,232,512 | 16.47% |

## 같이 보기
- 인도네시아 독립 전쟁